# Lovrenc na Pohorju
Lovrenc na Pohorju je vesnice v severovýchodním Slovinsku. Leží v horském masivu Pohorje západně od Mariboru. Sídlo stejnojmenné občiny je součástí tradičního regionu Dolní Štýrsko. Nachází se zde farní kostel svatého Vavřince, podle něhož je vesnice pojmenována. První písemné zmínky o kostele pochází z 12. století. Byl přestavěn v roce 1407 a jeho podoba byla značně změněna v 18. století. Ve vesnici se nachází další dva kostely ze 17. století.